# IAM (banda)
IAM é uma banda de Hip hop francês de Marselha, criada em 1989.

## Discografia
- 1990: IAM Concept
- 1991: ...de la planète Mars
- 1993: Ombre est lumière
- 1993: Volume 1, 2
- 1994: Volume Unique
- 1997: L'école du micro d'argent
- 2003: Revoir un printemps
- 2007: Saison 5

### Compilação/Ao vivo/Mixtapes
- 1989: Concept (cassette)
- 2004: Anthologie 1991-2004
- 2005: IAM Live au Dôme de Marseille
- 2005: Platinum
- 2007: Official Mixtape
- 2007: Anthologie 1 & 2 + DVD Live au Dôme de Marseille
- 2008: Retour Aux Pyramides
- 2008: L'Intégrale